# 切爾凱祖鄉
43°49′N 28°06′E / 43.817°N 28.100°E
切爾凱祖鄉（羅馬尼亞語：Comuna Cerchezu, Constanța），是羅馬尼亞的鄉份，位於該國西南部，由康斯坦察縣負責管轄，面積73平方公里，海拔高度161米，2007年人口1,532，人口密度每平方公里21人。